# Bathyaulax
Bathyaulax (лат.) — род паразитических наездников из семейства Braconidae.

## Распространение
Встречается в Африке и Юго-Восточной Азии.

## Описание
Бракониды среднего и крупного размера, длина тела от 1 до 2 см. Усики тонкие, нитевидые. У представителей этого рода желтовато-красная грудь, стальное синее брюшко и широкая округлая голова с длинными усиками (только один вид чёрный с жёлтой головой). Крылья дымчато-коричневые. У самки есть яйцеклад. От близких родов отличается признаками строения ног, в том числе, увеличенными предвершинными члениками лапок. Паразитоиды личинок древесных жуков (в том числе Cerambycidae).

## Систематика
Более 60 видов. Род был впервые выделен в 1906 году венгерским энтомологом Gyözö Viktor Szépligeti (1855—1915).Типовой вид Iphiaulax cyanogaster Szépligeti, 1901. Вместе с родами Annectobracon Chishti & Quicke, 1995 и Ischnobracon Baltazar, 1963 включён в состав трибы Bathyaulacini Quicke, 1987 из подсемейства Braconinae. Родовой таксон Bicentra van Achterberg & Sigwalt, 1987 (типовой вид Bicentra concavitarsis van Achterberg & Sigwalt, 1987) отличается только одним плезиоморфным признаком (две голенные шпоры передних ног) и был синонимизирован с Bathyaulax в 2007 году.
- B. andrewi Kaartinen & Quicke, 2007
- B. angolensis Fahringer, 1941
- B. appelatrix (Cameron, 1909)
- B. artoi Kaartinen & Quicke, 2007
- B. atripennis (Szepligeti, 1914)
- B. atrox Kaartinen & Quicke, 2007
- B. aurora (Brues, 1924)
- B. bicolor Szepligeti, 1906
- B. bifoveae Kaartinen & Quicke, 2007
- B. buntikae Kaartinen & Quicke, 2007
- B. concavitarsis (van Achterberg & Sigwalt, 1987)
- B. concolor Szepligeti, 1906
- B. cyanogaster (Szepligeti, 1901)typus
- B. delagoaensis (Cameron, 1909)
- B. dubiosus Szepligeti, 1911
- B. erythropus Kaartinen & Quicke, 2007
- B. flavipera (Enderlein, 1920)
- B. fortisulcatus (Strand, 1912)
- B. fossulatus Fahringer, 1941
- B. foveiventris (Roman, 1912)
- B. fritzeni Kaartinen & Quicke, 2007
- B. heinii Kaartinen & Quicke, 2007
- B. hirticeps (Cameron, 1909)
- B. ikonenae Kaartinen & Quicke, 2007
- B. jimii Kaartinen & Quicke, 2007
- B. juhai Kaartinen & Quicke, 2007
- B. kersteni (Gerstaecker, 1870)
- B. kossui Kaartinen & Quicke, 2007
- B. kupariensis Kaartinen & Quicke, 2007
- B. kvisti Kaartinen & Quicke, 2007
- B. larjuskini Kaartinen & Quicke, 2007
- B. lucidus (Szepligeti, 1911)
- B. marjae Kaartinen & Quicke, 2007
- B. martinii (Gribodo, 1879)
- B. mimeticus (Cameron, 1906)
- B. minerva (Brues, 1924)
- B. monteiroii (Cameron, 1909)
- B. nigripennis (Szepligeti, 1914)
- B. nigritarsus Kaartinen & Quicke, 2007
- B. nigroconus Kaartinen & Quicke, 2007
- B. odontoscapus (Cameron, 1904)
- B. ollilae Kaartinen & Quicke, 2007
- B. perspicax (Szepligeti, 1905)
- B. pickeri Kaartinen & Quicke, 2007
- B. pippolaensis Kaartinen & Quicke, 2007
- B. ramosus Kaartinen & Quicke, 2007
- B. raunoi Kaartinen & Quicke, 2007
- B. ruber (Bingham, 1902)
- B. rufa (Szepligeti, 1906)
- B. rufus Szepligeti, 1908
- B. rugiventris Enderlein, 1920
- B. somaliensis (Szepligeti, 1914)
- B. striolatus (Szepligeti, 1914)
- B. suvie Kaartinen & Quicke, 2007
- B. syraensis (Strand, 1912)
- B. translucens (Fahringer, 1935)
- B. vannouhuysae Kaartinen & Quicke, 2007
- B. varipennis (Szepligeti, 1914)
- B. varkonyii Kaartinen & Quicke, 2007
- B. waterloti (Fahringer, 1935)
- B. williami Kaartinen & Quicke, 2007
- B. xanthostomus (Cameron, 1906)
- B. xystus Fahringer, 1931
- B. zonatus Fahringer, 1931